# West Indies Cricket Team in Bangladesch in der Saison 2002/03
Die Tour des West Indies Cricket Teams nach Bangladesch in der Saison 2002/03 fand vom 29. November bis zum 30. Dezember 2002 statt. Die internationale Cricket-Tour war Teil der internationalen Cricket-Saison 2002/03 und umfasste zwei Test Matches und fünf ODIs. Die West Indies gewannen beide Serien 2–0.

## Vorgeschichte
Bangladesch spielte zuvor eine Tour in Südafrika, die West Indies eine Tour in Indien.
Das letzte Aufeinandertreffen der beiden Mannschaften bei einer Tour fand in der Saison 1999/2000 in Bangladesch statt.

## Stadien
Die folgenden Stadien wurden für die Tour als Austragungsort vorgesehen.
| Stadion                      | Stadt      | Kapazität | Spiele               |
| ---------------------------- | ---------- | --------- | -------------------- |
| M. A. Aziz Stadium           | Chittagong | 30.000    | 2. Test; 1. ODI      |
| Bangabandhu National Stadium | Dhaka      | 36.000    | 1. Test; 2. & 3. ODI |

## Kaderlisten
Die Mannschaften benannten die folgenden Kader.
| Test | Test | ODI | ODI |
| Bangladesch | West Indies | Bangladesch | West Indies |
| --- | --- | --- | --- |
| - Khaled Mashud (K, wk) - Al Sahariar - Alok Kapali - Aminul Islam - Anwar Hossain - Enamul Haque - Habibul Bashar - Hannan Sarkar - Manjural Islam - Mohammad Ashraful - Naimur Rahman - Sanuar Hossain - Talha Jubair - Tapash Baisya | - Ridley Jacobs (K, wk) - Shivnarine Chanderpaul - Pedro Collins - Vasbert Drakes - Daren Ganga - Chris Gayle - Wavell Hinds - Jermaine Lawson - Daren Powell - Marlon Samuels - Ramnaresh Sarwan | - Khaled Mashud (K, wk) - Al Sahariar - Alok Kapali - Anwar Hossain - Ehsanul Haque - Habibul Bashar - Hannan Sarkar - Manjural Islam - Mohammad Ashraful - Mohammad Rafique - Naimur Rahman - Sanuar Hossain - Tapash Baisya - Tushar Imran | - Ridley Jacobs (K, wk) - Corey Collymore - Cameron Cuffy - Vasbert Drakes - Daren Ganga - Chris Gayle - Wavell Hinds - Jermaine Lawson - Mahendra Nagamootoo - Daren Powell - Ricardo Powell - Marlon Samuels - Ramnaresh Sarwan |

## One-Day Internationals

### Erstes ODI in Chittagong
| 29. November Scorecard | Chittagong | West Indies 275-7 (50) | – | Bangladesch 90-5 (17) |
|                        |            | No Result              |   |                       |

### Zweites ODI in Dhaka
| 2. Dezember Scorecard | Dhaka (BNS) | West Indies 266-4 (50)          | – | Bangladesch 182 (48) |
|                       |             | West Indies gewinnt mit 84 Runs |   |                      |

### Drittes ODI in Dhaka
| 3. Dezember Scorecard | Dhaka (BNS) | West Indies 281-5 (50)          | – | Bangladesch 195-9 (50) |
|                       |             | West Indies gewinnt mit 86 Runs |   |                        |

## Tests

### Erster Test in Dhaka
| 8. – 12. Dezember Scorecard | Dhaka (BNS) | Bangladesch 139 (54.1) & 87 (31.5)                 | – | West Indies 536 (160) |
|                             |             | West Indies gewinnt mit einem Innings und 310 Runs |   |                       |

### Zweiter Test in Chittagong
| 26. – 30. Dezember Scorecard | Chittagong | Bangladesch 194 (63.1) & 212 (72) | – | West Indies 296 (93.3) & 111-3 (21.3) |
|                              |            | West Indies gewinnt mit 7 Wickets |   |                                       |